# Amber Studio
Amber Studio este un dezvoltator de jocuri video independent, fondat în 2013, cu sediul central în București și peste 850 angajați. Compania are birouri în București și Botoșani, Montreal (Canada), Guadalajara (Mexic), Kiev (Ucraina), San Francisco și Los Angeles (SUA), Bogota (Columbia) și Manila (Filipine).
În 2022, Amber a raportat o cifră de afaceri de 213,7 milioane lei (peste 45 milioane dolari), ceea ce reprezintă o creștere de 52% față de anul precedent.
Amber oferă multiple servicii în dezvoltarea de jocuri, inclusiv programare, design, artă, producție, asigurarea calității și managementul comunității.
Compania a contribuit la dezvoltarea mai multor jocuri video precum Cinderella Free Fall, Sky: Children of the Light, Gotham Knights și Secret Neighbor.
În 2024, Amber a achiziționat studioul columbian Madbricks.